# Jo Vegter
Johannes Jacobus Margarethus (Jo) Vegter (Sappemeer, 16 september 1906 – Gorssel, 7 augustus 1982), in vakliteratuur meest J.J.M. Vegter genoemd, was een Nederlands architect.

## Biografie
Hij was zoon van schoolhoofd Johan Georg Christoph Vegter en Wilmkje Everts. Hijzelf was getrouwd met Julie van de Kieft (1913-2007), dochter van politicus Johan van de Kieft, van 1952 tot 1956 minister van Financiën namens de Partij van de Arbeid. Zoon Chris Vegter werd ook architect en had vanaf 1976 enige tijd een maatschap op dat gebied met zijn vader. Hij werd gecremeerd te Dieren.
J.J.M. Vegter groeide op in Scheveningen/Den Haag. Hij doorliep een plaatselijk gymnasium. Hij studeerde enige tijd bouwkunde aan de Technische Hogeschool in Delft, waar hij van 1956 tot 1964 ook zelf lesgaf. Als leerling van Marinus Jan Granpré Molière behoorde hij in de beginjaren tot de Delftse School. Het Ministeriegebouw van Financiën in Den Haag (1975) vertoont brutalistische invloeden.
In 1935 vestigde hij zich als architect in Leeuwarden als opvolger van architect Doeke Meintema en betrok ook de Meintema's villa aan de Harlingerstraatweg. Hij was van 1936 tot 1958 leraar Algemene Bouwkunde aan de MTS. Hij vervulde functies in diverse commissies in Friesland (b.v. Friese Bouwkring) en was bestuurslid van de Bond van Nederlandse Architecten. In de Tweede Wereldoorlog begaf hij zich tevens op stedenbouwkundig gebied in het kantoor Vegter & Vijn. Samen met vriend Bram Wassenbergh van het Fries Museum bracht hij ook wel kunstwerken in veiligheid. Na de oorlog zat hij in de wederopbouwcommissie van Rotterdam. Vegter was rijksbouwmeester van 1958 tot 1971.
Naast genoemde werkzaamheden vonden onder zijn toezicht restauraties plaats van allerlei kerken in Friesland. Hij is er tevens verantwoordelijk voor dat het “dorps” karakter van bijvoorbeeld Sloten bewaard bleef. Gedurende het seizoen 1974/1975 was hij ook nog gouverneur van het noordelijk Rotary-district. J.J.M. Vegter was ridder in de Orde van de Nederlandse Leeuw en ridder en bij bevordering officier in de orde van Oranje-Nassau. 

## Werken (selectie)
Zijn ontwerp (samen met Johannes F. Berghoef) voor het nieuwe stadhuis van Amsterdam in de jaren zestig werd niet gerealiseerd. De uitbreiding van het stadhuis van Groningen, destijds bekend als het Nieuwe Stadhuis werd wel gerealiseerd, maar werd in 1996 al weer gesloopt.
| Jaar     | Bouwwerk                              | Plaats     | Afbeelding |
| -------- | ------------------------------------- | ---------- | ---------- |
| 1933     | Huis van veearts 'De Zonnebelt'       | Holten     |            |
| 1944     | Restauratie kerk van Janum            | Janum      |            |
| 1943     | Brandweerkazerne                      | Rhenen     |            |
| 1952     | Meelfabriek Latenstein                | Rotterdam  |            |
| 1954     | Studenten Sociëteit Mutua Fides       | Groningen  |            |
| 1954     | Provinciehuis van Gelderland          | Arnhem     |            |
| 1955     | Slaakhuys                             | Rotterdam  |            |
| 1958     | Watertoren                            | Dokkum     |            |
| 1959     | Watertoren                            | Drachten   |            |
| 1959     | Vakantiehuis                          | Gorssel    |            |
| 1960     | Ichthuskerk                           | Sneek      |            |
| 1962     | Nieuwe Stadhuis                       | Groningen  |            |
| 1964     | Kantongerecht Wageningen              | Wageningen |            |
| 1964     | Hoofdkantoor waterleidingbedrijf IWGL | Leeuwarden |            |
| 1964     | Kurioskerk                            | Leeuwarden |            |
| 1967     | Europalaankerk                        | Heerenveen |            |
| 1967     | Kantongerecht Hilversum               | Hilversum  |            |
| 1970-'73 | School voor Technisch Onderwijs       | Groningen  |            |
| 1975     | Ministeriegebouw van Financiën        | Den Haag   |            |